# Quinton Griffith
Quinton Griffith (Saint John's, 27 febbraio 1992) è un calciatore antiguo-barbudano, difensore del Five Islands e della nazionale antiguo-barbudana.

## Statistiche

### Cronologia presenze e reti in nazionale
Aggiornato al 31 maggio 2023

| Cronologia completa delle presenze e delle reti in nazionale ― Antigua e Barbuda | Cronologia completa delle presenze e delle reti in nazionale ― Antigua e Barbuda | Cronologia completa delle presenze e delle reti in nazionale ― Antigua e Barbuda | Cronologia completa delle presenze e delle reti in nazionale ― Antigua e Barbuda | Cronologia completa delle presenze e delle reti in nazionale ― Antigua e Barbuda | Cronologia completa delle presenze e delle reti in nazionale ― Antigua e Barbuda | Cronologia completa delle presenze e delle reti in nazionale ― Antigua e Barbuda | Cronologia completa delle presenze e delle reti in nazionale ― Antigua e Barbuda |
| Data                                                                             | Città                                                                            | In casa                                                                          | Risultato                                                                        | Ospiti                                                                           | Competizione                                                                     | Reti                                                                             | Note                                                                             |
| -------------------------------------------------------------------------------- | -------------------------------------------------------------------------------- | -------------------------------------------------------------------------------- | -------------------------------------------------------------------------------- | -------------------------------------------------------------------------------- | -------------------------------------------------------------------------------- | -------------------------------------------------------------------------------- | -------------------------------------------------------------------------------- |
| 21-7-2009                                                                        | Macoya                                                                           | Trinidad e Tobago                                                                | 4 – 1                                                                            | Antigua e Barbuda                                                                | Amichevole                                                                       | -                                                                                | 84’                                                                              |
| 19-9-2009                                                                        | Saint John's                                                                     | Antigua e Barbuda                                                                | 0 – 1                                                                            | Trinidad e Tobago                                                                | Amichevole                                                                       | -                                                                                | 52’                                                                              |
| 10-11-2010                                                                       | Saint John's                                                                     | Antigua e Barbuda                                                                | 2 – 1                                                                            | Suriname                                                                         | Qualificazioni alla Coppa dei Caraibi 2010                                       | -                                                                                | 72’                                                                              |
| 14-11-2010                                                                       | Saint John's                                                                     | Antigua e Barbuda                                                                | 0 – 0                                                                            | Cuba                                                                             | Qualificazioni alla Coppa dei Caraibi 2010                                       | -                                                                                | 90’                                                                              |
| 27-11-2010                                                                       | Fort-de-France                                                                   | Giamaica                                                                         | 3 – 1                                                                            | Antigua e Barbuda                                                                | Coppa dei Caraibi 2010 - Fase a gironi                                           | -                                                                                | 90’                                                                              |
| 27-5-2011                                                                        | Saint George's                                                                   | Grenada                                                                          | 2 – 2                                                                            | Antigua e Barbuda                                                                | Amichevole                                                                       | -                                                                                |                                                                                  |
| 26-8-2011                                                                        | Osbourn                                                                          | Antigua e Barbuda                                                                | 1 – 0                                                                            | Saint Vincent e Grenadine                                                        | Amichevole                                                                       | -                                                                                |                                                                                  |
| 28-8-2011                                                                        | Osbourn                                                                          | Antigua e Barbuda                                                                | 2 – 2                                                                            | Saint Vincent e Grenadine                                                        | Amichevole                                                                       | -                                                                                | 45’                                                                              |
| 3-9-2011                                                                         | North Sound                                                                      | Antigua e Barbuda                                                                | 5 – 2                                                                            | Curaçao                                                                          | Qual. Mondiali 2014                                                              | 1                                                                                |                                                                                  |
| 6-9-2011                                                                         | Frederiksted                                                                     | Isole Vergini Americane                                                          | 1 – 8                                                                            | Antigua e Barbuda                                                                | Qual. Mondiali 2014                                                              | -                                                                                |                                                                                  |
| 30-9-2011                                                                        | Osbourn                                                                          | Antigua e Barbuda                                                                | 1 – 0                                                                            | Martinica                                                                        | Amichevole                                                                       | -                                                                                | 73’                                                                              |
| 2-10-2011                                                                        | Osbourn                                                                          | Antigua e Barbuda                                                                | 1 – 2                                                                            | Martinica                                                                        | Amichevole                                                                       | -                                                                                | 68’                                                                              |
| 8-10-2011                                                                        | Willemstad                                                                       | Curaçao                                                                          | 0 – 1                                                                            | Antigua e Barbuda                                                                | Qual. Mondiali 2014                                                              | -                                                                                |                                                                                  |
| 12-10-2011                                                                       | North Sound                                                                      | Antigua e Barbuda                                                                | 10 – 0                                                                           | Isole Vergini Americane                                                          | Qual. Mondiali 2014                                                              | -                                                                                |                                                                                  |
| 12-11-2011                                                                       | North Sound                                                                      | Antigua e Barbuda                                                                | 1 – 0                                                                            | Haiti                                                                            | Qual. Mondiali 2014                                                              | -                                                                                | 90’                                                                              |
| 15-11-2011                                                                       | Port-au-Prince                                                                   | Haiti                                                                            | 2 – 1                                                                            | Antigua e Barbuda                                                                | Qual. Mondiali 2014                                                              | -                                                                                |                                                                                  |
| 29-2-2012                                                                        | North Sound                                                                      | Antigua e Barbuda                                                                | 0 – 4                                                                            | Trinidad e Tobago                                                                | Amichevole                                                                       | -                                                                                |                                                                                  |
| 3-3-2012                                                                         | Basseterre                                                                       | Saint Kitts e Nevis                                                              | 1 – 0                                                                            | Antigua e Barbuda                                                                | Amichevole                                                                       | -                                                                                |                                                                                  |
| 30-3-2012                                                                        | Kingstown                                                                        | Saint Vincent e Grenadine                                                        | 1 – 0                                                                            | Antigua e Barbuda                                                                | Amichevole                                                                       | -                                                                                |                                                                                  |
| 1-4-2012                                                                         | Kingstown                                                                        | Saint Vincent e Grenadine                                                        | 1 – 2                                                                            | Antigua e Barbuda                                                                | Amichevole                                                                       | -                                                                                |                                                                                  |
| 9-6-2012                                                                         | East Rutherford                                                                  | Stati Uniti                                                                      | 3 – 1                                                                            | Antigua e Barbuda                                                                | Qual. Mondiali 2014                                                              | -                                                                                | 67’                                                                              |
| 13-6-2012                                                                        | North Sound                                                                      | Antigua e Barbuda                                                                | 0 – 0                                                                            | Giamaica                                                                         | Qual. Mondiali 2014                                                              | -                                                                                |                                                                                  |
| 8-9-2012                                                                         | Città del Guatemala                                                              | Guatemala                                                                        | 3 – 1                                                                            | Antigua e Barbuda                                                                | Qual. Mondiali 2014                                                              | -                                                                                | 42’                                                                              |
| 13-10-2012                                                                       | North Sound                                                                      | Antigua e Barbuda                                                                | 1 – 2                                                                            | Stati Uniti                                                                      | Qual. Mondiali 2014                                                              | -                                                                                |                                                                                  |
| 17-10-2012                                                                       | Kingston                                                                         | Giamaica                                                                         | 4 – 1                                                                            | Antigua e Barbuda                                                                | Qual. Mondiali 2014                                                              | 1                                                                                |                                                                                  |
| 7-12-2012                                                                        | Saint John's                                                                     | Antigua e Barbuda                                                                | 1 – 2                                                                            | Rep. Dominicana                                                                  | Coppa dei Caraibi 2012 - Fase a gironi                                           | -                                                                                |                                                                                  |
| 9-12-2012                                                                        | Saint John's                                                                     | Antigua e Barbuda                                                                | 2 – 0                                                                            | Trinidad e Tobago                                                                | Coppa dei Caraibi 2012 - Fase a gironi                                           | 1                                                                                |                                                                                  |
| 11-12-2012                                                                       | Saint John's                                                                     | Antigua e Barbuda                                                                | 0 – 1                                                                            | Haiti                                                                            | Coppa dei Caraibi 2012 - Fase a gironi                                           | -                                                                                |                                                                                  |
| 3-9-2014                                                                         | Saint John's                                                                     | Antigua e Barbuda                                                                | 6 – 0                                                                            | Anguilla                                                                         | Qualificazioni alla Coppa dei Caraibi 2014                                       | 1                                                                                |                                                                                  |
| 6-9-2014                                                                         | Saint John's                                                                     | Antigua e Barbuda                                                                | 2 – 1                                                                            | Rep. Dominicana                                                                  | Qualificazioni alla Coppa dei Caraibi 2014                                       | -                                                                                |                                                                                  |
| 8-9-2014                                                                         | Saint John's                                                                     | Antigua e Barbuda                                                                | 2 – 1                                                                            | Saint Vincent e Grenadine                                                        | Qualificazioni alla Coppa dei Caraibi 2014                                       | -                                                                                |                                                                                  |
| 9-10-2014                                                                        | Couva                                                                            | Antigua e Barbuda                                                                | 2 – 1                                                                            | Saint Lucia                                                                      | Qualificazioni alla Coppa dei Caraibi 2014                                       | -                                                                                |                                                                                  |
| 11-10-2014                                                                       | Couva                                                                            | Rep. Dominicana                                                                  | 0 – 0                                                                            | Antigua e Barbuda                                                                | Qualificazioni alla Coppa dei Caraibi 2014                                       | -                                                                                |                                                                                  |
| 13-10-2014                                                                       | Couva                                                                            | Trinidad e Tobago                                                                | 1 – 0                                                                            | Antigua e Barbuda                                                                | Qualificazioni alla Coppa dei Caraibi 2014                                       | -                                                                                |                                                                                  |
| 12-11-2014                                                                       | Montego Bay                                                                      | Haiti                                                                            | 2 – 2                                                                            | Antigua e Barbuda                                                                | Coppa dei Caraibi 2014 - Fase a gironi                                           | -                                                                                |                                                                                  |
| 15-11-2014                                                                       | Montego Bay                                                                      | Giamaica                                                                         | 3 – 0                                                                            | Antigua e Barbuda                                                                | Coppa dei Caraibi 2014 - Fase a gironi                                           | -                                                                                | Cap.                                                                             |
| 16-11-2014                                                                       | Montego Bay                                                                      | Antigua e Barbuda                                                                | 0 – 2                                                                            | Martinica                                                                        | Coppa dei Caraibi 2014 - Fase a gironi                                           | -                                                                                |                                                                                  |
| 5-9-2015                                                                         | North Sound                                                                      | Antigua e Barbuda                                                                | 1 – 0                                                                            | Guatemala                                                                        | Qual. Mondiali 2018                                                              | -                                                                                |                                                                                  |
| 9-9-2015                                                                         | Città del Guatemala                                                              | Guatemala                                                                        | 2 – 0                                                                            | Antigua e Barbuda                                                                | Qual. Mondiali 2018                                                              | -                                                                                |                                                                                  |
| 24-3-2016                                                                        | North Sound                                                                      | Antigua e Barbuda                                                                | 2 – 1                                                                            | Aruba                                                                            | Qualificazioni alla Coppa dei Caraibi 2017                                       | -                                                                                |                                                                                  |
| 30-3-2016                                                                        | Basseterre                                                                       | Saint Kitts e Nevis                                                              | 1 – 0                                                                            | Antigua e Barbuda                                                                | Qualificazioni alla Coppa dei Caraibi 2017                                       | -                                                                                |                                                                                  |
| 5-6-2016                                                                         | Bayamón                                                                          | Porto Rico                                                                       | 2 – 1 dts                                                                        | Antigua e Barbuda                                                                | Qualificazioni alla Coppa dei Caraibi 2017                                       | -                                                                                |                                                                                  |
| 8-6-2016                                                                         | North Sound                                                                      | Antigua e Barbuda                                                                | 5 – 1                                                                            | Grenada                                                                          | Qualificazioni alla Coppa dei Caraibi 2017                                       | -                                                                                |                                                                                  |
| 6-10-2016                                                                        | Willemstad                                                                       | Curaçao                                                                          | 3 – 0                                                                            | Antigua e Barbuda                                                                | Qualificazioni alla Coppa dei Caraibi 2017                                       | -                                                                                | Cap.                                                                             |
| 9-10-2016                                                                        | Saint John's                                                                     | Antigua e Barbuda                                                                | 2 – 0                                                                            | Porto Rico                                                                       | Qualificazioni alla Coppa dei Caraibi 2017                                       | -                                                                                | Cap.                                                                             |
| 22-3-2018                                                                        | North Sound                                                                      | Antigua e Barbuda                                                                | 3 – 2                                                                            | Bermuda                                                                          | Amichevole                                                                       | -                                                                                | 80’                                                                              |
| 26-3-2018                                                                        | Kingston                                                                         | Giamaica                                                                         | 1 – 1                                                                            | Antigua e Barbuda                                                                | Amichevole                                                                       | -                                                                                |                                                                                  |
| 8-9-2018                                                                         | North Sound                                                                      | Antigua e Barbuda                                                                | 0 – 3                                                                            | Saint Lucia                                                                      | CONCACAF Nations League 2019-2020 - Qualificazioni                               | -                                                                                |                                                                                  |
| 13-10-2018                                                                       | Nassau                                                                           | Bahamas                                                                          | 0 – 6                                                                            | Antigua e Barbuda                                                                | CONCACAF Nations League 2019-2020 - Qualificazioni                               | -                                                                                | 50’                                                                              |
| 20-11-2018                                                                       | Fort-de-France                                                                   | Martinica                                                                        | 4 – 2                                                                            | Antigua e Barbuda                                                                | CONCACAF Nations League 2019-2020 - Qualificazioni                               | 1                                                                                |                                                                                  |
| 23-3-2019                                                                        | North Sound                                                                      | Antigua e Barbuda                                                                | 2 – 1                                                                            | Curaçao                                                                          | CONCACAF Nations League 2019-2020 - Qualificazioni                               | -                                                                                | Cap.                                                                             |
| 7-9-2019                                                                         | Montego Bay                                                                      | Giamaica                                                                         | 6 – 0                                                                            | Antigua e Barbuda                                                                | CONCACAF Nations League 2019-2020 - Fase a gironi                                | -                                                                                |                                                                                  |
| 9-9-2019                                                                         | North Sound                                                                      | Antigua e Barbuda                                                                | 2 – 1                                                                            | Aruba                                                                            | CONCACAF Nations League 2019-2020 - Fase a gironi                                | -                                                                                |                                                                                  |
| 11-10-2019                                                                       | North Sound                                                                      | Antigua e Barbuda                                                                | 2 – 1                                                                            | Guyana                                                                           | CONCACAF Nations League 2019-2020 - Fase a gironi                                | 1                                                                                | 62’                                                                              |
| 15-10-2019                                                                       | Georgetown                                                                       | Guyana                                                                           | 5 – 1                                                                            | Antigua e Barbuda                                                                | CONCACAF Nations League 2019-2020 - Fase a gironi                                | -                                                                                |                                                                                  |
| 16-11-2019                                                                       | North Sound                                                                      | Antigua e Barbuda                                                                | 0 – 2                                                                            | Giamaica                                                                         | CONCACAF Nations League 2019-2020 - Fase a gironi                                | -                                                                                | Cap. 56’                                                                         |
| 21-11-2019                                                                       | Città del Guatemala                                                              | Guatemala                                                                        | 8 – 0                                                                            | Antigua e Barbuda                                                                | Amichevole                                                                       | -                                                                                | Cap.                                                                             |
| 24-3-2021                                                                        | Willemstad                                                                       | Antigua e Barbuda                                                                | 2 – 2                                                                            | Montserrat                                                                       | Qual. Mondiali 2022                                                              | -                                                                                | Cap.                                                                             |
| 28-3-2021                                                                        | Saint Croix                                                                      | Isole Vergini Americane                                                          | 0 – 3                                                                            | Antigua e Barbuda                                                                | Qual. Mondiali 2022                                                              | 2                                                                                |                                                                                  |
| 4-6-2021                                                                         | North Sound                                                                      | Antigua e Barbuda                                                                | 1 – 0                                                                            | Grenada                                                                          | Qual. Mondiali 2022                                                              | -                                                                                | Cap.                                                                             |
| 9-6-2021                                                                         | San Salvador                                                                     | El Salvador                                                                      | 3 – 0                                                                            | Antigua e Barbuda                                                                | Qual. Mondiali 2022                                                              | -                                                                                | Cap.                                                                             |
| 3-6-2022                                                                         | Gros Islet                                                                       | Barbados                                                                         | 0 – 1                                                                            | Antigua e Barbuda                                                                | CONCACAF Nations League 2022-2023 - Fase a gironi                                | -                                                                                | Cap. 62’                                                                         |
| 6-6-2022                                                                         | Basseterre                                                                       | Antigua e Barbuda                                                                | 1 – 0                                                                            | Guadalupa                                                                        | CONCACAF Nations League 2022-2023 - Fase a gironi                                | -                                                                                | Cap.                                                                             |
| 10-6-2022                                                                        | Basseterre                                                                       | Antigua e Barbuda                                                                | 0 – 2                                                                            | Cuba                                                                             | CONCACAF Nations League 2022-2023 - Fase a gironi                                | -                                                                                | Cap.                                                                             |
| 12-6-2022                                                                        | Santiago di Cuba                                                                 | Cuba                                                                             | 3 – 1                                                                            | Antigua e Barbuda                                                                | CONCACAF Nations League 2022-2023 - Fase a gironi                                | -                                                                                | Cap.                                                                             |
| 24-3-2023                                                                        | Les Abymes                                                                       | Guadalupa                                                                        | 0 – 1                                                                            | Antigua e Barbuda                                                                | CONCACAF Nations League 2022-2023 - Fase a gironi                                | -                                                                                | Cap.                                                                             |
| 26-3-2023                                                                        | North Sound                                                                      | Antigua e Barbuda                                                                | 1 – 2                                                                            | Barbados                                                                         | CONCACAF Nations League 2022-2023 - Fase a gironi                                | -                                                                                | Cap.                                                                             |
| 16-6-2023                                                                        | Fort Lauderdale                                                                  | Antigua e Barbuda                                                                | 0 – 5                                                                            | Guadalupa                                                                        | Qual. Gold Cup 2023                                                              | -                                                                                | Cap.                                                                             |
| 9-9-2023                                                                         | North Sound                                                                      | Antigua e Barbuda                                                                | 1 – 5                                                                            | Guyana                                                                           | CONCACAF Nations League 2023-2024 - 1º Turno                                     | -                                                                                | Cap.}                                                                            |
| 13-9-2023                                                                        | Bayamón                                                                          | Porto Rico                                                                       | 5 – 0                                                                            | Antigua e Barbuda                                                                | CONCACAF Nations League 2023-2024 - 1º Turno                                     | -                                                                                | Cap.                                                                             |
| Totale                                                                           |                                                                                  | Presenze                                                                         | 70                                                                               |                                                                                  | Reti                                                                             | 8                                                                                |                                                                                  |